# Clypeaster annandalei
Clypeaster annandalei is een zee-egel uit de familie Clypeasteridae.
De wetenschappelijke naam van de soort werd in 1922 gepubliceerd door René Koehler.